# Вихватенко Кирило Миколайович
Кирило Миколайович Вихватенко — підполковник Державної служби спеціального зв'язку та захисту інформації України, учасник російсько-української війни, що загинув у ході російського вторгнення в Україну у 2022 році.

## Життєпис
Станом на 09 червня 2020 року проходив службу в Управлінні Держспецзв'язку в Харківській області.

## Нагороди
- орден «За мужність» III ступеня (2022, посмертно) — за  особисту мужність і самовіддані дії, виявлені у захисті державного суверенітету та територіальної цілісності України, вірність військовій присязі.